# Volvo Safety Centre

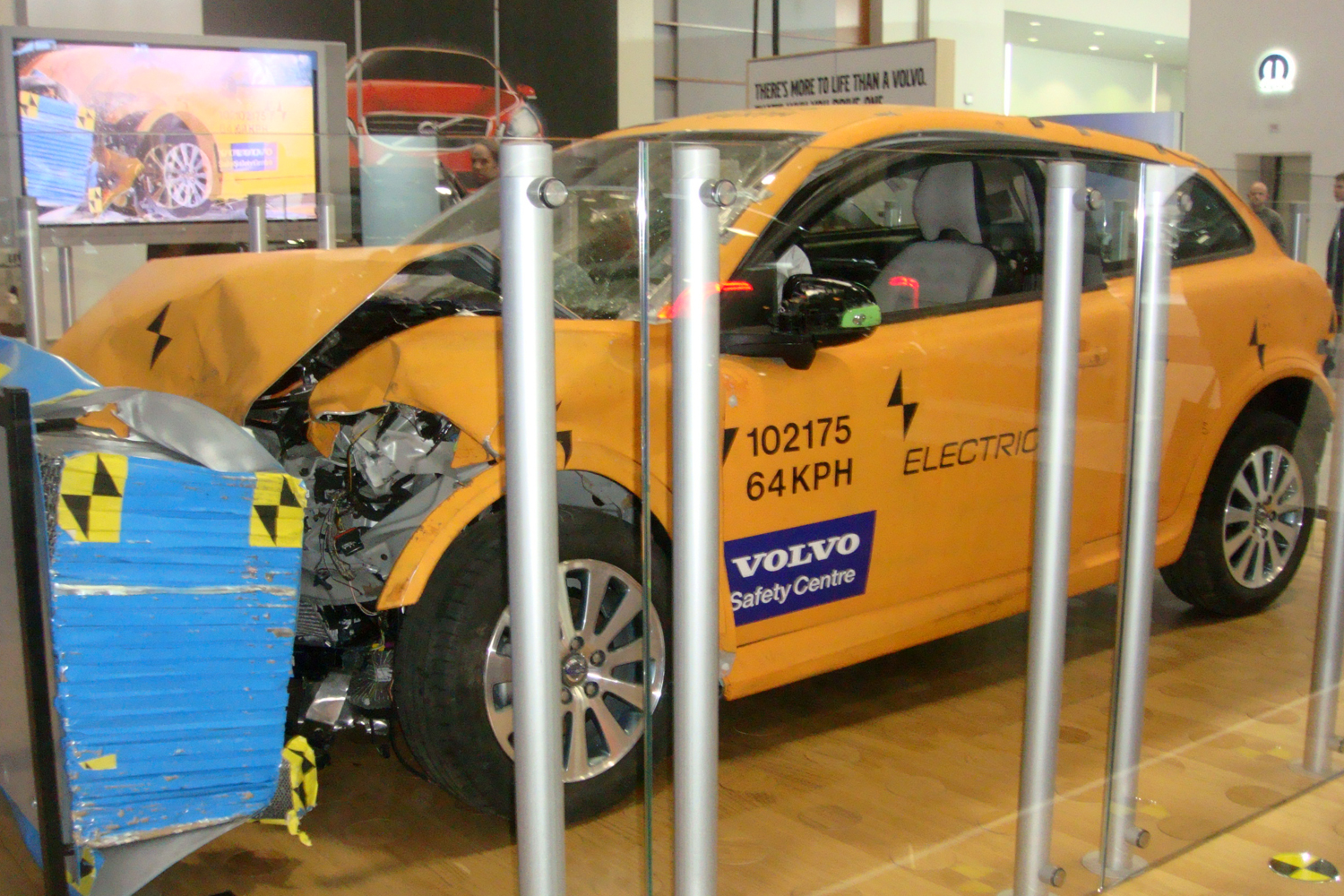
Volvo C30 Electric getest in het Volvo Safety Centre en hier op een tentoonstelling te zien

Het Volvo Safety Centre is een hoogtechnologisch crashtestlaboratorium in handen van autofabrikant Volvo. Het Safety Centre ligt in het Zweedse Torslanda en werd op 29 maart 2000 officieel geopend door koning Karel XVI Gustaaf van Zweden. Het Safety Centre wordt door zowel Volvo Car Corporation als Volvo Trucks gebruikt.

## Faciliteiten
Het Safety Centre bestaat uit een hoofdgebouw waarin twee overdekte testbanen uitmonden: één vaste testbaan van 154 meter lang, en één beweegbare testbaan van 108 meter lang. De beweegbare testbaan kan met een systeem van luchtkussens verplaatst worden over een hoek tot 90 graden ten opzichte van de vaste testbaan.
Over de testbanen worden de auto's of vrachtwagens versneld alvorens ze botsen. Dankzij de bewegende testbaan kunnen er situaties gesimuleerd worden waarin twee auto's tegen elkaar botsen onder verschillende hoeken tot maximum 90 graden. Op de vaste testbaan kan een auto versneld worden tot 120 kilometer per uur en een vrachtwagen tot 80 kilometer per uur, op de verplaatsbare baan kan een auto versneld worden tot 80 kilometer per uur. De verplaatsbare baan wordt niet gebruikt voor het testen van vrachtwagens.
Om een botsing met een stilstaand object te simuleren, maakt het Safety Centre gebruik van een verplaatsbare crashbarrière van 850 ton die aan het einde van een testbaan opgesteld kan worden. Met deze crashbarrière kunnen verschillende situaties gesimuleerd worden, zoals een auto die tegen een muur of een paal botst. Na afloop van de test kan de barrière aan de kant geschoven worden, zodat er weer plaats is om twee auto's met elkaar te laten botsen.
Het Safety Centre beschikt over een breed gamma aan hogesnelheidscamera's waarmee de botsingen kunnen worden gefilmd. De beste hogesnelheidscamera waarover het Safety Centre beschikt, kan tot 200.000 beelden per seconde vastleggen.
Op de plek in het hoofdgebouw waar de twee testbanen elkaar kruisen, zit een gat in de vloer dat afgedekt wordt met plexiglas, dit zodat men vanaf het verdieping eronder kan vastleggen hoe de onderste onderdelen van de auto zich tijdens de botsing gedragen.
De voertuigen kunnen richting het hoofdgebouw versneld worden of naar buiten toe. Buiten het gebouw worden situaties gesimuleerd die in het hoofdgebouw niet mogelijk zijn, zoals de zogenaamde rollover-tests, waarbij een auto over de grond schuift en enkele keren over de kop gaat.
Voor nieuwe auto-interieurs op veiligheid te testen, maakt men gebruik van een verstevigde carrosserie waarin men het interieur opbouwt. Deze carrosserie vervormt niet en kan men steeds hergebruiken.